# Acathiste
 (mai 2024).
 (indiquez la date de pose grâce au paramètre date).
Motif : De quoi parle-t-on ? du nom commun acathyste ou de spécifiquement de l'Acathiste à la Mère de Dieu ? un choix doit être opéré. Actuellement l'article semble porter tantôt sur l'un tantôt sur l'autre.
L'Acathiste  ou l'Hymne acathiste ou l'Acathiste à la Mère de Dieu (en grec ancien : Ὁ Ἀκάθιστος ὕμνος) est une hymne que l'on chante ou que l'on écoute debout, par révérence à son objet, c'est-à-dire, littéralement, en n'étant pas assis — de a-kathiste, en grec ancien ἀκάθιστος, qui signifie « non [a] assis [cathistos] ». S'il y a différents acathistes, le plus connu d'entre eux est l'Acathiste à la Mère de Dieu, qui a été composé en l'honneur de Marie, la mère de Jésus-Christ, et qui compte parmi les plus célèbres de la liturgie chrétienne. Par ailleurs, on appelle Salutations (en grec Χαιρετισμοί, Chairétismoi) l'office durant lequel cette hymne est chantée — appellation qui s’explique par la répétition du mot Χαίρε, « Salut ! » ou « Réjouis-toi ! » dans cette hymne.
L'Acathiste à la Mère de Dieu est le premier des acathistes, le plus connu et l'archétype de tous les autres. Ce cantique marial par excellence de la liturgie byzantine est un chant d'action de grâces généralement attribué à Romanos le Mélode ou à Germain Ier de Constantinople, et dont la source principale serait le polyéléos. Il est chanté lors de l'Orthros du samedi de l'Acathiste, à la cinquième semaine du Grand Carême, quinze jours avant Pâques. Les autres acathistes ont été composés sur son modèle.
À côté de cette hymne, on trouve d'autres acathistes, sur des thèmes différents. Les acathistes, en particulier celui dédié à Marie, ont aussi été mis en images, inspirant des icônes ou des peintures murales dans des églises, par exemple en Russie ou en Moldavie.

## Histoire de l'Acathiste à la Mère de Dieu
Cette hymne acathiste fut chantée la première fois pour célébrer la protection que la Mère de Dieu offrit à la ville de Constantinople, lors de son siège en 626 par  Avars, alors que l'empereur byzantin Héraclius était confronté aux Perses sassanides qui avaient alors atteint Chalcédoine, en face de Constantinople. Tandis que les quelques forces grecques présentes organisaient la défense de la Ville, le patriarche Serge implora la protection de la Mère de Dieu (dont l'attribut est Οδηγήτρια, Hodighitria c'est-à-dire « celle qui guide ») et le peuple de Constantinople fit une procession en portant son icône. La bataille fut gagnée.

« Et le peuple reconnaissant de Constantinople, rendant grâces à la Mère de Dieu, lui chanta une hymne toute la nuit, sans s’asseoir (acathiste), puisqu’elle n’avait pas cessé elle-même de veiller sur eux et qu’avec une surnaturelle puissance, elle avait remporté la victoire sur les ennemis. Depuis lors, en souvenir de ce prodige si grand et surnaturel, l’Église a pris l’habitude de consacrer cette fête à la Mère de Dieu, en ce temps de l’année où elle donna la victoire. Et on l’appelle acathiste, puisque c’est debout qu’elle fut alors célébrée par le clergé de la ville et par tout le peuple. »

En 678 et en 718, Constantinople fut à nouveau sauvée par l'intercession de la Mère de Dieu ; les citoyens de cette ville invoquèrent l’aide de la Vierge Marie à laquelle Constantinople était consacrée. En 678, la flotte du calife de Damas assiégea la ville mais dut se replier devant la résistance byzantine. Ainsi, après avoir expérimenté la protection de la Mère de Dieu, ils la remercièrent par des chants et des veilles en son nom. Debout, pendant toute la nuit, le peuple chanta l’Akathistos, la grande hymne à la Mère de Dieu, dont l’auteur est inconnu. Et lorsque Constantinople finit par tomber le 29 mai 1453, prise par les forces ottomanes conduites par Mehmet II, le patriarche Georges Scholarios s’adressa à la Mère de Dieu en disant : « Les fidèles ont cessé de vous invoquer pour sauver la ville, mais ils continuent à vous invoquer pour les garder toujours dans la foi des Pères de l’Église ».

## L'Hymne acathiste dans la tradition byzantine (orthodoxe ou grecque-catholique)

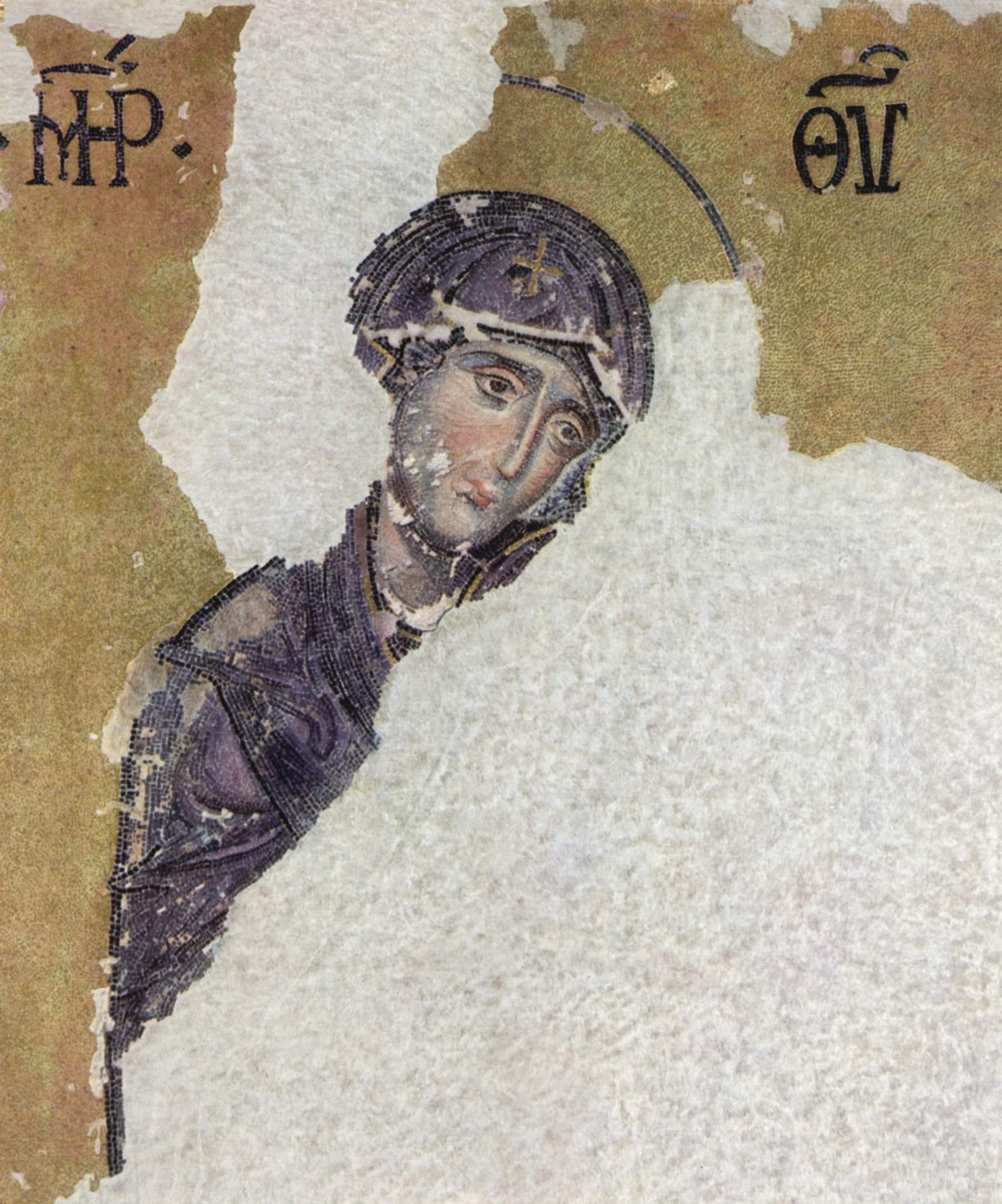
La Mère de Dieu Theotokos
(ΜΡ ΘΥ). Mosaïque de la basilique Sainte-Sophie (Constantinople).

Cette hymne adressée à la Mère de Dieu est l’une des expressions les plus hautes et les plus célèbres de la piété mariale de la tradition orthodoxe byzantine. Selon les mots du byzantiniste Louis Bréhier, « par sa forme élégante, par la profondeur du sentiment mystique et la beauté musicale des mots, l’Akathiste est unique dans la littérature byzantine ».
Il est considéré comme un chef-d’œuvre littéraire et théologique qui présente, sous la forme d’une prière, la foi commune et universelle de l’Église des premiers siècles au sujet de la Vierge Marie. Les sources qui ont inspiré cette hymne sont les Saintes Écritures, la doctrine définie par le Concile œcuménique de Nicée, ceux d’Éphèse et de Chalcédoine, ainsi que la réflexion des Pères de l'Église orientale des IVe et Ve siècles. Durant l’année liturgique, l’hymne acathiste est chantée solennellement et intégralement le cinquième vendredi de Carême (P - 15) par les orthodoxes et les grecs-catholiques. L'usage s'est établi chez les orthodoxes de Grèce de faire précéder cette célébration intégrale par quatre offices durant chacun desquels sont chantés successivement, lors des quatre premiers vendredis du Grand Carême, chacun des quatre quarts de l'hymne (stances 1 à 6, puis 7 à 12, puis 13 à 18 et 19 à 24). Le chant de l'hymne est repris en de nombreuses autres occasions à l'église ou à la maison. Son usage est recommandé à la piété du clergé, des moines et des fidèles. Sa haute valeur spirituelle s’est prolongée dans le temps, dans les pays de tradition byzantine : « Sa relation avec la délivrance de Constantinople, sa grande valeur apotropaïque dans des circonstances qui concernent surtout le groupe social, mais aussi le fidèle en particulier, font de cette hymne liturgique la prière des temps d’angoisse qui seront le lot de Byzance et des peuples sud-est européens à partir de la seconde moitié du XIVe siècle. »

## L'Hymne acathiste dans l'Église catholique
Au début du XXe siècle, l'inspiration du poète catholique français Charles Péguy est très proche du ton solennel de l'Acathiste à la Mère de Dieu et il use de métaphores semblables.
Dans les années récentes, cette hymne s’est répandue aussi dans les communautés de fidèles de rite latin. Certaines célébrations solennelles mariales, qui ont eu lieu à Rome en présence du Saint-Père, ont contribué à la diffusion de l’hymne acathiste, qui a ainsi bénéficié d’un retentissement très important dans toute l’Église. Cette hymne très ancienne, considérée comme un exemple magnifique de la tradition mariale la plus antique de l’Église indivise, est à la fois une supplication et un appel et une prière d’intercession en faveur de l’unité des chrétiens. Cette hymne est considérée comme un élément majeur pour l'unité de l'Église orientale et occidentale.
Le synode des évêques catholiques qui s'est réuni en octobre 2008 sur le thème de « la Parole de Dieu dans la vie et la mission de l'Église » et dont les conclusions ont été reprises dans l'Exhortation apostolique Verbum Domini du pape Benoît XVI, considère que « prier en utilisant les mots de l'akathistos dilate l'âme et la dispose à la paix qui vient d'en-haut, de Dieu, à cette paix qui est le Christ lui-même, né de Marie pour notre salut ».

## Composition de l'hymne

### Le tropaire «À toi guide invincible»
Le chant de l'hymne proprement dit est précédé et suivi par un tropaire de gratitude à la Mère de Dieu pour la protection qu'elle accorde à la cité chrétienne. Ce tropaire (dont les premiers mots sont « À toi guide invincible » ; en grec ancien : Τῇ Ὑπερμάχῳ Στρατηγῴ) est devenu, dans le rite byzantin, le kontakion de la fête de l'Annonciation (à laquelle le vendredi de l'Acathiste est étroitement relié dans l'histoire du carême byzantin), et plus généralement une hymne célèbre, chantée par dévotion à la fin de tout office de vigile.

### Les vingt-quatre stances
L’Acathiste appartient à la catégorie d’hymnes appelées kontakions. Il comporte vingt-quatre oikoi (« maisons »), qui sont des unités, ou stances, composées en acrostiche alphabétique.
La première moitié d’entre elles – les stances portant un numéro impair – commencent par une exposition poétique qui décrit un événement, et se poursuivent par six actions de grâce adressées à la Toute Sainte Mère de Dieu. Chacune de ces actions de grâce, pleines d’émerveillement et de louanges à son adresse, se conclut par une exclamation caractéristique de la prière, « Réjouis-toi, Épouse inépousée ! » (dans le texte original, en grec ancien, Χαῖρε, Νύμφη ἀνύμφευτε).
L’autre moitié – les stances portant un numéro pair – est composée d’un tropaire qui se termine par l’exclamation de louange « Alléluia ! ».

### Réparties en quatre groupes de six stances
Les stances 1 à 6 célèbrent le mystère de l'Annonciation à la Vierge, les stances 7 à 12 celui de la Nativité et de l'Épiphanie du Seigneur, les stances 13 à 18 celui de la Parole de Dieu et les six dernières la vie de l'Église et le salut du monde.
Dans le cadre de la cinquième semaine du Grand Carême, l'acathiste se concentre sur la gloire de la Mère de Dieu, et plus marginalement sur la rédemption du genre humain, ce qui confère à l'hymne une grande douceur et une grande allégresse, qui contraste avec d'autres offices plus pénitentiels.
| Stance n° | Incipit en grec, acrostiche alphabétique | Incipit en français                    | Acclamation | Titre de l'image                                                    |
| --------- | ---------------------------------------- | -------------------------------------- | ----------- | ------------------------------------------------------------------- |
| 1         | Ἄγγελος πρωτοστάτης                      | Un ange éminent fut envoyé du ciel     | Réjouis-toi | L'Annonciation (icône de la fête)                                   |
| 2         | Bλέπουσα ἡ Ἁγία                          | La sainte, connaissant son état        | Alléluia    | L'Annonciation (la Vierge se lève pour accueillir l'ange)           |
| 3         | Γνῶσιν ἄγνωστον γνῶναι                   | Pour comprendre un mystère inconnu     | Réjouis-toi | L'Annonciation (la Vierge dialogue avec l'ange)                     |
| 4         | Δύναμις τοῦ Ὑψίστου                      | La puissance du Très-Haut              | Alléluia    | La conception virginale                                             |
| 5         | Ἔχουσα θεοδόχον ἡ Παρθένος               | Portant le Seigneur Dieu               | Réjouis-toi | La visitation                                                       |
| 6         | Zάλην ἔνδοθεν ἔχων λογισμῶν              | "L'âme secouée par d'inquiètes pensées | Alléluia    | Les doutes de Joseph dissipés                                       |
| 7         | Hκουσαν oἱ ποιμένες                      | Les bergers entendant les anges        | Réjouis-toi | La Nativité du Seigneur (icône de la fête)                          |
| 8         | Θεοδρόμον ἀστέρα                         | Ayant aperçu l'étoile                  | Alléluia    | Les mages guidés par l'étoile                                       |
| 9         | Ἴδον παῖδες Χαλδαίων                     | Les mages de Chaldée                   | Réjouis-toi | L'adoration des mages                                               |
| 10        | Kήρυκες θεοφόροι γεγονότες               | Devenus les héraults porteurs de Dieu  | Alléluia    | Les mages revenant à Babylone                                       |
| 11        | Λάμψας ἐν τῇ Αἰγύπτῳ                     | Sur l'Égypte brilla ta vérité          | Réjouis-toi | La fuite en Égypte et les idoles renversées                         |
| 12        | Mέλλοντος Συμεῶνος                       | Comme Syméon allait trépasser          | Alléluia    | La Présentation du Christ au Temple (icône de la fête)              |
| 13        | Nέαν ἔδειξε κτίσιν                       | Dieu renouvelle son œuvre              | Réjouis-toi | Dieu révélé à l'Église                                              |
| 14        | Ξένον τόκον ἰδόντες                      | Voyant l'étrange naissance             | Alléluia    | Les hommes se convertissent au ciel                                 |
| 15        | Ὅλως ἦν ἐν τοῖς κάτω                     | Sans être absent du ciel               | Réjouis-toi | Le Christ présent au ciel et dans l'Église                          |
| 16        | Πᾶσα φύσις Ἀγγέλων                       | Tous les anges furent troublés         | Alléluia    | Le Christ Emmanuel trône entouré d'anges                            |
| 17        | Ῥήτορας πολυφθόγγους                     | Les rhéteurs bavards                   | Réjouis-toi | La Mère de Dieu et son fils en majesté parmi des savants            |
| 18        | Σῶσαι θέλων τὸν κόσμον                   | Voulant sauver le monde                | Alléluia    | Le Christ en gloire tire les justes des enfers                      |
| 19        | Τεῖχος εἶ τῶν παρθένων                   | Des vierges le rempart                 | Réjouis-toi | La Vierge du Signe parmi les vierges saintes                        |
| 20        | Ὕμνος ἅπας                               | Toute hymne est impuissante            | Alléluia    | Le Christ assis reçoit l'hommage des liturges                       |
| 21        | Φωτοδόχον λαμπάδα                        | Flambeau flamboyant                    | Réjouis-toi | La Vierge à l'Enfant debout dans la colonne de feu guide les égarés |
| 22        | Χάριν δοῦναι θελήσας ὀφλημάτων           | Voulant faire grâce                    | Alléluia    | Le Christ déchire la cédule de nos dettes                           |
| 23        | Ψάλλοντές σου τὸν τόκον                  | Exaltant ton enfantement               | Réjouis-toi | La Mère de Dieu, diadème des princes chrétiens                      |
| 24        | Ὦπανύμνητε Μῆτερ                         | Ô Mère toute digne de nos chants       | Alléluia    | La Vierge debout protège l'Église                                   |

## Le sens de l'Acathiste à la Mère de Dieu

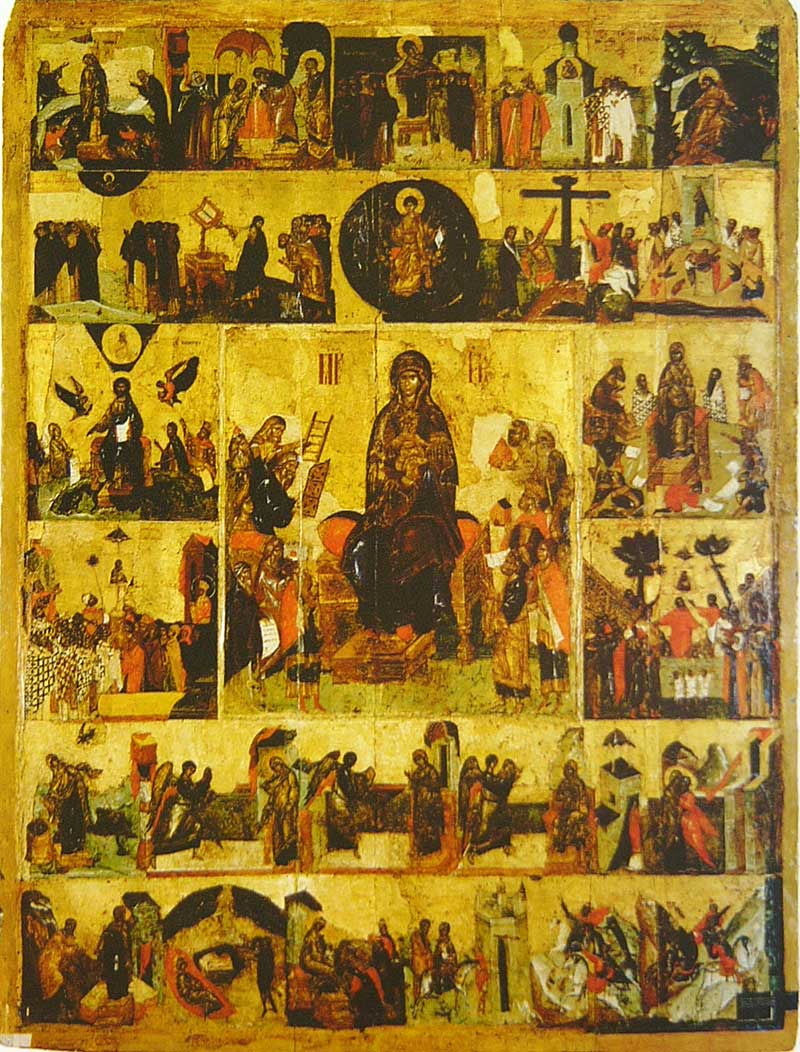
Icône russe de lHymne acathiste. Au centre, la représentation de la Vierge Marie, entourée par vingt-quatre icônes périphériques, chacune se rapportant à la narration des 24 « maisons » (oikoi) de l’hymne Akathiste. Cathédrale de la Dormition de Moscou, XIVe siècle.

Chaque stance naît d’un événement de la vie de la Mère de Dieu, ou parfois de la vie de Jésus-Christ qu’elle a enfanté, ou encore d’autres personnages qui leur sont proches, pour exalter la participation de Marie ou de Jésus-Christ à l’épisode en question et son importance pour le salut des hommes.
Le tout début commence par une prière de la ville de Constantinople (qui peut aujourd'hui être le symbole de n'importe quelle communauté), pour rendre grâce à la Mère de Dieu pour sa protection. Elle y est appelée « Général en chef de nos armées » (en grec ancien : στρατηγός) :

« À toi, guide invincible de nos armées, à toi les accents de la victoire ! Délivrée des dangers, moi ta cité, je te dédie cette action de grâces, ô Mère de Dieu. Toi dont la puissance est irrésistible, délivre-moi de tout péril, afin que je te crie : Réjouis-toi, Épouse inépousée ! »

Selon la tradition, l'hymne a été composée et chantée pour la première fois pendant une veille, par le peuple de Constantinople debout (= akathistos), comme acte de remerciement parce que la ville avait été sauvée de l’invasion. Depuis, pour les fidèles qui mettent leur confiance dans le secours de la sainte Mère de Dieu, ce n’est pas la circonstance historique pour laquelle l’hymne a été écrite qui compte, mais seulement la foi dans l’aide de Marie. Le peuple espère que, de même qu'hier, l'aide de la Toute Sainte sera concédée aujourd’hui à ceux qui l’invoquent.
Ensuite débute l'évocation de l’Annonciation par l'Archange Gabriel, la stupeur de la Toute sainte Mère de Dieu et son dialogue avec lui. L'hymne annonce la conception par l’opération du Saint-Esprit, puis raconte la Visitation de la Vierge Marie à Élisabeth (mère de Jean le Baptiste), les doutes de Joseph (Nouveau Testament), l’adoration des bergers, la visite des Rois mages, l’offre de leurs dons à la Vierge Marie, la Fuite en Égypte loin des menaces du roi Hérode le Grand, la Présentation au Temple.
L'hymne s'achève par une louange au Verbe, Sauveur du monde, et une louange à la Vierge, flambeau lumineux des hommes dans les ténèbres, temple de Dieu, protectrice de l'humanité en tout temps.

## Les autres acathistes
Il existe des hymnes acathistes à l'ange gardien, à la Trinité, au Saint-Esprit, à la Passion du Christ, à des icônes vénérables de la Vierge et à de nombreux saints et saintes d'Orient et d'Occident. Tous les acathistes respectent la structure de l'Acathiste à la Mère de Dieu. Ils sont constitués d'un ensemble de treize kontakions et douze strophes appelées en grec liturgique ikos οἶκος / oïkos.
L'acathiste, par sa structure composée d'hymnes, est un office essentiellement fait pour les laïcs, et permet d'honorer à tout moment de l'année un saint ou le Christ, à l'inverse des offices quotidiens qui doivent suivre rigoureusement le calendrier liturgique.